# Cora skinneri
Cora skinneri là loài chuồn chuồn trong họ Polythoridae. Loài này được Calvert mô tả khoa học đầu tiên năm 1907.